# Język praceltycki
Język praceltycki – rekonstruowany prajęzyk, hipotetyczny przodek wszystkich języków celtyckich. Należy do rodziny języków indoeuropejskich, w której wraz z językiem praitalskim i pragermańskim stanowi zachodnie, innowacyjne ekstremum. Uważa się, że praceltycka wspólnota językowa trwała do około VIII wieku p.n.e. – wiąże się ją z południowoniemiecką kulturą pól popielnicowych. Tak dawna datacja, jak również skromny materiał źródłowy nt. kontynentalnych dialektów celtyckich, stanowią poważne przeszkody w kompletnej rekonstrukcji tego języka. Zachowane źródła kontynentalne pozwalają na wysuwanie dość wiarygodnych hipotez nt. fonologii i morfologii, ale już nie składni. Wpływ na to ma znaczna innowacyjność języków wyspiarskich, jak również przerwa czasowa (ok. trzy stulecia) i odległość geograficzna w poświadczeniach między galijskim i prairlandzkim, najważniejszymi podstawami rekonstrukcji.